# Angela's Ashes
Angela's Ashes (Nederlands: De as van mijn moeder) is de verfilming van de gelijknamige roman van de Iers Amerikaanse Frank McCourt.

## Verhaal
De familie van Frank emigreert in 1934 vanuit de Verenigde Staten terug naar Ierland. Hier moet zijn vader op zoek naar werk, maar dat heeft hij niet snel gevonden. Vaak krijgt de familie weinig of zelfs niets te eten, dat meestal komt door de alcoholverslaving van zijn vader, die het verdiende geld in de kroeg opzuipt.
De kindertijd van Frank wordt gevormd door het harde leven van dagelijks vervoeren van kolen in Limerick, de constante afwijzing van de Katholieke Kerk en de late relatie met Theresa, een rijk, maar terminaal ziek meisje. Maar Franks doel is duidelijk: hij wil terug naar de Verenigde Staten.

## Rolverdeling
| Acteur                | Personage       |
| --------------------- | --------------- |
| Emily Watson          | Angela McCourt  |
| Robert Carlyle        | Malachy McCourt |
| Joe Breen             | Frank McCourt   |
| Ciaran Owens          | Frank McCourt   |
| Michael Legge         | Frank McCourt   |
| Ronnie Masterson      | Sheehan         |
| Kerry Condon          | Theresa Carmody |
| Pauline McLynn        | Aggie           |
| Liam Carney           | Pa Keating      |
| Eanna MacLiam         | Pat             |
| Andrew Bennett        | verteller       |
| Shane Murray Corcoran | Malachy McCourt |
| Devon Murray          | Malachy McCourt |
| Peter Malachy         | Malachy McCourt |
| Aaron Geraghty        | Malachy McCourt |

## Achtergrond
De realistische en originele scènes zijn opgenomen in Ierland, met Robert Carlyle en Emily Watson in de hoofdrollen. De film is ook een goede milieustudie in Ierland kort vóór het uitbreken van de Tweede Wereldoorlog.
In 2000 werd Angela's Ashes genomineerd voor een Oscar in de categorie "Beste Originele muziek".

## Recensies
- Het Duitse filmtijdschrift film-dienst zegt: Een in donkere kleuren geschoten film tegen de regenachtige achtergrond van de stad Limerick, die zichtbaar moeite doet een authentieke indruk te maken, maar het onderwerp armoede hooguit als een stilleven uitbeeldt en daardoor zeer aan zeggingskracht inboet.[1]
- De Nederlandse filmsite filmfocus.nl meldt: Alan Parker heeft de film op een prachtige manier verfilmd. ... Als je naar de film kijkt, krijg je het vanzelf koud. Maar dat is dan ook de enige echt betrokkenheid die je bij het verhaal krijgt. Er is weinig meer te zien dan het opgroeien van Frank. Dat is alles wat je ziet en dan is 145 minuten wel erg lang.[2]